# Wim Berteloot
Wim Berteloot (Moorslede, 28 september 1967) is een Vlaamse beiaardier, componist, dirigent (1991 - heden), muziekleraar (1995 - heden) en voormalig koster-organist in de Sint-Michielskerk (Roeselare) (1988 - 2017).

## Levensloop
Wim Berteloot studeerde aan het Koninklijk Conservatorium te Gent waar hij naast het diploma "nieuwe structuur- theorie" eerste prijzen behaalde voor notenleer, harmonie en praktische harmonie. Hij behaalde er ook zijn pedagogisch getuigschrift.
Hij behaalde in 2000 het einddiploma van de Koninklijke Beiaardschool Jef Denyn te Mechelen.
Hij is muziekleraar aan het Klein Seminarie Roeselare. Daarnaast is hij docent aan de Koninklijke Beiaardschool Jef Denyn (afdeling Roeselare).
Berteloot is ook dirigent van het Mannenkoor "De Kerels" uit Emelgem (Izegem).
Van 1995 tot en met 2005 dirigeerde hij het jongenskoor Colliemando van Roeselare en van 1998 tot en met 2017 dirigeerde hij ook het St.-Michielskoor van Roeselare.
Hij werd in de voorbije jaren regelmatig gevraagd als gastdirigent bij meerkorenprojecten.
Toen hij in oktober 2017 Frank Deleu opvolgde als stadsbeiaardier van Brugge, was hij reeds stadsbeiaardier van Menen (2013 - heden), stadbeiaardier van Diksmuide (2016 - heden) en adjunct stadsbeiaardier in Roeselare (2001 - heden).
Hij gaf concerten in verschillende steden in Vlaanderen, Wallonië, Nederland, Duitsland en Frankrijk.

## Composities
Zijn composities en arrangementen situeren zich vooral binnen de koormuziek en het beiaardrepertoire.

## Trivia
- Wim Berteloot is de jongste uit een gezin van twee zonen.
- In 1991 huwde Wim Berteloot. Hij heeft drie zonen. Ook de jongste, Brecht, is afgestudeerd in 2022 als beiaardier en werd benoemd tot adjunct-beiaardier in Brugge.